# 天生完美 (歌曲)
《天生完美》（英語："Born This Way"，又譯：天生如此，粉絲名生育指南），是美國女歌手女神卡卡的一首歌曲，收錄于她的第2張錄音室專輯《天生完美》中。歌曲由卡卡和叶普·劳尔森共同創作，兩人攜手费尔南多·加瑞贝與DJ白影共同參與了歌曲製作。歌曲在卡卡進行魔神巡迴演唱會時創作完成。歌曲受到20世紀90年代女性與同志群體的強力音樂風格影響，卡卡稱其為她的自由之歌。在2010年MTV音乐录影带大奖，卡卡演唱了歌曲的部分副歌，并宣佈歌曲為新專輯的首支單曲。2011年2月11日，歌曲作為《天生完美》的首支單曲發行。
歌曲以合成器合成出的隆隆聲、貝斯聲和打擊樂器聲為背景。歌曲的歌詞談論了少數群體包括LGBT群體、少數族裔等應自信面對生活，但歌曲歌詞中的“chola”（拉丁人）和“orients”（東方人）招致了部分拉丁裔和亞裔群體的批評。樂評大都給予歌曲好評，稱其為“開趴預備聖歌”，然而，部分樂評指出歌曲與瑪丹娜1989年歌曲《表現自我》過於相似。歌曲在超過25個國家奪冠，并成為卡卡在美國《告示牌》百強單曲榜的第3支冠軍單曲，也是《告示牌》建立百強單曲榜來第1000支冠軍單曲。《天生完美》在全球獲得了超過1000萬銷量，是世界暢銷單曲之一。
歌曲的音樂錄影帶由尼克·奈特導演，受到萨尔瓦多·达利和弗兰西斯·培根超現實主義繪畫風格的影響。在音樂錄影帶中，在序幕中，卡卡創生了一個新的種族。之後，伴舞成群出現，畫面上不斷出現新種族組成的城市。評論指出錄影帶和瑪丹娜、麥可·傑克森、碧玉、亞歷山大·麥昆的作品風格相似，包含了希臘神話與超現實主義的風格。
卡卡在第53屆葛萊美獎表演了歌曲。除此之外，卡卡還在魔神巡迴演唱會的最後階段和一些電視節目如《週六夜現場》、《迪克·克拉克的跨年搖滾夜》與《早安美國》表演了歌曲。歌曲也發行了許多混音版本，如"Country Road" 版本。埃利斯·库珀、瑪丹娜、凱蒂·佩芮與電視劇《歡樂合唱團》都翻唱過本歌曲。

## 背景
2010年，The Monster Ball巡演期間，Gaga對於第二张录音室专辑《Born This Way》的想法湧現。作為她为这张专辑创作并录制的第一首歌曲，歌曲在英国利物浦和曼彻斯特被创作出來，被Gaga描述为一首“奇妙讯息”歌曲。歌曲的靈感在於她想「回溯到90年代初，当时麦当娜、En Vogue、惠特尼·休斯顿和TLC都在为女性、同性恋群体和所有被剥夺权利的群体创作非常有力量的音乐。」她在十分钟内就写好這首歌。

## 封面圖案
2011年2月8日，Gaga通过TwitPic在推特上发布了“Trois Jours”（“三天”）的字样，以及一张官方单曲作品的圖案。Gaga在黑白封面图中赤裸上身，并展示了她背部的纹身。她的头发被風吹起，化著浓妆，而脸部和肩部則有尖锐的突出。《好莱坞报道者》的查理·阿姆特（Charlie Amter）形容这幅作品让人联想到20世纪80年代的经典唱片封面。他将其与Missing Persons、Roxy Music和Duran Duran等乐队的封面圖案进行了比较。来自《娱乐周刊》的坦纳·斯特兰斯基（Tanner Stransky）对封面艺术给予了积极的评价，她觉得Gaga在画面中看起来几乎是“兽性十足”的，她那飘逸的头发让她看起来像来自非洲丛林的生物。她还补充说，这个封面“无比凌厉”。来自同一刊物的Archana Ram发现《Born This Way》的封面艺术与Kylie Minogue 2007年单曲《2 Hearts》的封面艺术有相似之处。来自《OK！》的Nicole Eggenberger认为这幅作品完美地平衡了这位歌手“狂野的一面”和她“迷人的”外表。来自Dose的Leah Collins认为，极度的化妆和纹身是对歌名的一种讽刺。

## 音樂錄影帶
这支MV于2011年1月22日至24日的周末在纽约拍摄，被Gaga的团队称为“深刻的、鼓舞人心的、极为美丽”的MV。该影片由尼克·奈特执导。编舞Laurieann Gibson告诉MTV新闻，这支视频将“令人震惊”，可期待最高水平的音乐艺术和舞蹈的編排。Hollywoodlife.com报道称，Gaga在2月的第一周，晚上在纽约格林威治酒店剪辑视频，因为她要用上午的时间为即将到来的格莱美奖表演排练。有媒体报道称，这位歌手可能会扮演她曾在日本《Vogue Hommes》9月号上塑造的男模Jo Calderone的角色。费尔南多·加里贝解释说，这段视频“具有文化意义，希望能帮助那些被抛弃、被欺负的人。希望能让人们意识到他们可以做自己。”据Gaga说，她的灵感来自于薩爾瓦多·達利和弗朗西斯·培根的画作，以及他们的超现实主义形象。吉布森向MTV新闻解释了这段影片背后的灵感。
当她为我播放这首歌的时候，我花了好一阵子才找到可以回馈给她的视觉诠释方式。所以有一天晚上我醒来，我想到了，我说，‘我懂了，我们必须诞生一个新的种族。’
吉布森回忆了與Gaga一起創作和練習她在视频中的舞。为了让她跳得更好，她希望Gaga能够自信。Gaga选择在纽约拍摄MV，因为这座城市是她的出生地。在拍摄开始之前，吉布森和Gaga决定只有一个地方可以为MV创作前卫的现代舞舞步，那就是阿尔文巷，吉布森曾在那里学习舞蹈。拍摄也在布鲁克林进行了两天。
视频的主角是全身纹身的模特儿Rick Genest（昵称Rico），他的艺名殭屍男孩更为人所知。在影片的开场白中，Gaga佩戴了Alexis Bittar的头饰，Erickson Beamon的钻石颈饰与Pamela Love的耳环，以及Petra Storrs的彩色玻璃裙。指环由Erickson Beamon提供，雪纺服由Thierry Mugler提供。骷髅戏中，她和Rico都穿着Mugler的燕尾服，而狂欢戏中的粘液则由Bart Hess提供。在MV结尾的小巷中，Gaga穿着由她的创意团队Haus of Gaga设计的衬衫和裤子，Natacha Marro的鞋子，Billykirk的皮带和LaCrasia的手套。

### 內容概述
影片于2011年2月28日星期一发布，一开始是一个简短的镜头：在一个粉红色的三角形框架内，一个独角兽的轮廓出現在充满蒸汽的小巷中。三角形的画面过渡到Gaga的镜头，她身上有两个朝向相反的头颅，這個的灵感来自于玻璃宝座上罗马的过渡和开端之神雅努斯。她坐於华贵的玻璃宝座上面，置身於充满星星的太空之中。随着伯纳德·赫尔曼的电影《迷魂记》前奏响起，Gaga讲述了一个“没有偏见、没有评判，而是无限自由”的外星种族的誕生故事。Gaga坐在王座上，生下“人类种族中的新种族”。她繼續說，随之而来的是邪恶的诞生；由此，Gaga分裂成了善与恶两股对立的力量。她的一個分身生產出一把机枪；她拿著機槍四處掃射。序幕最后，Gaga问道：“要是没有邪恶，我要怎麼來保护这么完美的东西？”
肩部和面部帶有凸起物的Gaga（模仿皮下植入物的假肢化妆）走在一个无尽的黑色空间里，人们整齊地跪在地上。她举起手来，蹲下身来加入他们。当第一段主歌开始时，所有人都跟着編好的舞蹈跳舞。画面在舞蹈和Gaga在太空宝座上唱歌之间交替交替。在第二段中，Gaga和Rico身着燕尾服，她的脸也化妆成骷髅。Gaga爱抚他并试图与他共舞，而他大部分时间都面无表情，一动不动。当副歌第二次响起时，Gaga在一个镜子的房间里唱歌，她的头被陈列在一个玻璃盒子里，在许多奇异扭曲的假人头颅中间。在随后的镜头中，她又一次出现在她的王座上，生下更多新种族的成员。在Gaga和她的舞者编排的舞蹈之后，他们围成一圈，拥抱在一起。
结尾，Gaga的身影在一条小巷中搖擺地走著，向迈克尔·杰克逊的音乐视频《The Way You Make Me Feel》致敬。Gaga露出牙齒；她曾说，她被戏谑为孩子们会給她其綽號“兔牙”。当粉色的三角框再次出现时，她流下一滴眼泪，里面是Gaga坐在独角兽上的剪影。背景中出现了一座城市和一道彩虹，Gaga化着僵尸妆，一边嚼泡泡糖一边吹出来。

## 曲目列表
| - 數位下載 1. "Born This Way" – 4:20 - 天生完美 – 混音部分1 1. "Born This Way" (LA Riots Remix) – 6:32 2. "Born This Way" (Chew Fu Born to Fix Remix) – 5:52 3. "Born This Way" (DJ White Shadow Remix) – 4:24 - 天生完美 – 混音部分2 1. "Born This Way" (Michael Woods Remix) – 6:24 2. "Born This Way" (Dada Life Remix) – 5:16 3. "Born This Way" (Zedd Remix) – 6:30 4. "Born This Way" (Grum Remix) – 5:48 5. "Born This Way" (Bimbo Jones Club Mix) – 6:46 6. "Born This Way" (Twin Shadow Remix) – 4:06 | - 限量版CD單曲/限量版12英吋單曲 1. "Born This Way" – 4:21 2. "Born This Way" (LA Riots Remix) – 6:33 3. "Born This Way" (Chew Fu Born to Fix Remix) – 5:53 4. "Born This Way" (DJ White Shadow Remix) – 4:24 - 天生完美 （鄉村路版本） – 單曲 1. "Born This Way (The Country Road Version)" – 4:21 |

## 獎項
| 年份                  | 獎項                     | 類別 | 結果 |
| --------------------- | ------------------------ | ---- | ---- |
| 2011年                |                          |      |      |
| 金氏世界紀錄          | iTunes上銷售最快的單曲   | 獲獎 |      |
| MTV歐洲音樂大獎       | 最佳歌曲                 | 獲獎 |      |
| MTV歐洲音樂大獎       | 最佳音樂錄影帶           | 獲獎 |      |
| MTV日本音樂錄影帶大獎 | 年度音樂錄影帶           | 獲獎 |      |
| MTV日本音樂錄影帶大獎 | 年度舞蹈錄影帶           | 獲獎 |      |
| MTV日本音樂錄影帶大獎 | 最佳女歌手錄影帶         | 獲獎 |      |
| MTV音樂錄影帶大獎     | 最佳女歌手錄影帶         | 獲獎 |      |
| MTV音樂錄影帶大獎     | 最佳社會意義錄影帶       | 獲獎 |      |
| 最音樂錄影帶大獎      | UR Fave國際藝人          | 獲獎 |      |
| 年度製作大獎          | 年度製作                 | 獲獎 |      |
| Vh1行動大獎           | 最佳慈善歌曲             | 提名 |      |
| 2012年                |                          |      |      |
| ASCAP大獎             | 最佳表演歌曲             | 獲獎 |      |
| 告示牌日本音樂大獎    | 年度當代成人音樂         | 獲獎 |      |
| 告示牌日本音樂大獎    | 年度數位與海外流媒體大獎 | 獲獎 |      |
| BMI大獎               | 年度歌曲                 | 獲獎 |      |
| 國際舞曲大獎          | 最佳流行舞蹈音樂         | 提名 |      |
| 日本金唱片大獎        | 年度歌曲                 | 獲獎 |      |
| MYX音樂大獎           | 最佳國際錄影帶           | 提名 |      |
| 尼克频道儿童选择奖    | 最佳選擇歌曲             | 提名 |      |
| NRJ音樂大獎           | 年度音樂錄影帶           | 提名 |      |
| 維京媒體音樂大獎      | 最佳錄影帶               | 獲獎 |      |
| 維京媒體音樂大獎      | 最佳歌曲                 | 獲獎 |      |

## 榜單
| 榜單 （2011年）                                   | 最高 排位 |
| ------------------------------------------------- | --------- |
| 澳大利亚（澳大利亚唱片业协会單曲榜）              | 1         |
| 奥地利（Ö3四十强单曲榜）                          | 1         |
| 比利时佛兰德（Ultratop五十强单曲榜）              | 1         |
| 比利时瓦隆（Ultratop五十强单曲榜）                | 3         |
| 巴西（《告示牌》百强电台榜）                      | 4         |
| 巴西（《告示牌热门流行歌曲榜》）                  | 1         |
| 加拿大（Canadian Hot 100）                        | 1         |
| 克羅埃西亞（克羅埃西亞电台榜）                    | 1         |
| 捷克共和國（電台百強單曲榜）                      | 8         |
| 丹麥（Hitlisten单曲榜）                           | 2         |
| 芬兰（芬蘭官方單曲榜）                            | 1         |
| 法国（法國唱片出版業公會單曲榜）                  | 2         |
| 德国（德國官方單曲榜）                            | 1         |
| 希臘（希腊电台榜）                                | 4         |
| 匈牙利（四十強單曲榜）                            | 2         |
| 愛爾蘭（愛爾蘭唱片音樂協會单曲榜）                | 1         |
| 以色列（媒体森林）                                | 1         |
| 意大利（意大利音乐产业联盟单曲榜）                | 2         |
| 日本（Japan Hot 100）                             | 1         |
| 盧森堡（《告示牌》Luxembourg Digital Song Sales） | 1         |
| 墨西哥（拉美监控英语热门榜）                      | 1         |
| 荷兰（荷蘭四十強單曲榜）                          | 1         |
| 荷兰（百强单曲榜）                                | 1         |
| 新西兰（新西兰唱片音乐协会单曲榜）                | 1         |
| 挪威（世道單曲榜）                                | 2         |
| 波蘭（波蘭百大電台榜）                            | 1         |
| 蘇格蘭（官方榜单公司單曲榜）                      | 1         |
| 斯洛伐克（電台百強單曲榜）                        | 1         |
| 西班牙（西班牙音樂製作協會）                      | 1         |
| 南韓（加翁国际榜）                                | 1         |
| 瑞典（瑞典最熱榜）                                | 1         |
| 瑞士（瑞士热门音乐榜）                            | 1         |
| 英國（官方榜单公司單曲榜）                        | 3         |
| 美国（《告示牌》百大單曲榜）                      | 1         |
| 美國（《告示牌》成人當代單曲榜）                  | 22        |
| 美國（《告示牌》Adult Pop Airplay）               | 7         |
| 美國（《告示牌》Dance Club Songs）                | 1         |
| 美國（《告示牌》Latin Pop Airplay）               | 10        |
| 美國（《告示牌》Pop Airplay）                     | 1         |
| 美國（《告示牌》Rhythmic Songs）                  | 12        |

| 榜單 （2011年）                        | 排位 |
| -------------------------------------- | ---- |
| 澳大利亞（澳大利亞唱片業協會單曲榜）   | 8    |
| 澳大利亞（澳大利亞唱片業協會舞曲榜）   | 2    |
| 奧地利（Ö3四十強單曲榜）               | 13   |
| 比利時法蘭德斯（Ultratop五十強單曲榜） | 31   |
| 比利時法蘭德斯（Ultratop五十強舞曲榜） | 29   |
| 比利時瓦隆尼亞（Ultratop五十強單曲榜） | 23   |
| 比利時瓦隆尼亞（Ultratop五十強舞曲榜） | 19   |
| 加拿大（加拿大百強單曲榜）             | 6    |
| 克羅埃西亞（克羅埃西亞電台榜）         | 19   |
| 丹麥（Tracklisten）                    | 30   |
| 法國（法國唱片出版業公會單曲榜）       | 22   |
| 德國（德國官方榜單）                   | 17   |
| 匈牙利（四十強單曲榜）                 | 8    |
| 愛爾蘭（愛爾蘭唱片音樂協會）           | 17   |
| 以色列（媒体森林）                     | 40   |
| 義大利（義大利音樂產業聯盟）           | 31   |
| 日本（日本熱門100金曲榜）              | 3    |
| 紐西蘭（紐西蘭唱片音樂協會）           | 14   |
| 荷蘭（百強單曲榜）                     | 28   |
| 西班牙（西班牙音樂製作協會）           | 16   |
| 瑞典（瑞典最熱榜）                     | 18   |
| 瑞士（瑞士熱門音樂榜）                 | 12   |
| 英國（官方榜單公司單曲榜）             | 14   |
| 美國（《告示牌》百強單曲榜）           | 18   |
| 美國（《告示牌》成人四十強單曲榜）     | 29   |
| 美國（《告示牌》舞曲夜店歌曲榜）       | 23   |
| 美國（《告示牌》主流四十強單曲榜）     | 28   |

## 銷售認證
| 地區                                  | 认证    | 认证单位/销量 |
| ------------------------------------- | ------- | ------------- |
| 澳大利亚（澳大利亚唱片业协会）        | 4× 白金 | 280,000^      |
| 比利时（比利時唱片音樂協會）          | 金      | 15,000*       |
| 丹麦（國際唱片業協會丹麥分會）        | 白金    | 30,000^       |
| 法国（法國唱片出版業公會）            | 無      | 107,500       |
| 德国（聯邦音樂產業協會）              | 金      | 150,000^      |
| 意大利（意大利音乐产业联盟）          | 2× 白金 | 60,000*       |
| 日本（日本唱片協會） 智慧型手機端     | 白金    | 0^            |
| 日本（日本唱片協會） PC端             | 百万    | 1,000,000^    |
| 新西兰（新西兰唱片音乐协会）          | 白金    | 0*            |
| 挪威（國際唱片業協會挪威分会）        | 6× 白金 | 60,000*       |
| 西班牙（西班牙音樂製作協會）          | 白金    | 40,000*       |
| 瑞典（瑞典唱片業協會）                | 5× 白金 | 200,000‡      |
| 瑞士（國際唱片業協會瑞士分会）        | 白金    | 30,000^       |
| 英国（英国唱片业协会）                | 白金    | 625,000       |
| 美国（美國唱片業協會）                | 4× 白金 | 4,100,000     |
| 總計                                  |         |               |
| 全球（國際唱片業協會）                |         | 8,200,000     |
| *僅含認證的實際銷量 ^僅含認證的出貨量 |         |               |

## 發行歷史
| 國家或地区 | 日期           | 形式                 |
| ---------- | -------------- | -------------------- |
| 美国       | 2011年2月11日  | 數位下載             |
| 全球       | 2011年2月11日  | 數位下載             |
| 意大利     | 2011年2月11日  | 電台播放             |
| 澳大利亚   | 2011年2月11日  | 主流电台             |
| 美国       | 2011年2月15日  | 主流电台、节奏电台   |
| 日本       | 2011年3月4日   | 智慧型手機數位下載   |
| 澳大利亞   | 2011年3月4日   | CD單曲               |
| 德国       | 2011年3月11日  | CD單曲               |
| 英国       | 2011年3月14日  | CD單曲               |
| 希臘       | 2011年3月14日  | CD單曲               |
| 全球       | 2011年3月15日  | CD單曲               |
| 美国       | 2011年3月15日  | CD單曲               |
| 紐西蘭     | 2011年3月15日  | CD單曲               |
| 台湾       | 2011年3月15日  | CD單曲               |
| 日本       | 2011年3月16日  | CD單曲、PC端數位下載 |
| 波蘭       | 2011年3月18日  | CD单曲               |
| 南韓       | 2011年3月18日  | CD單曲               |
| 台湾       | 2011年4月29日  | 12"                  |
| 中國大陸   | 2020年11月30日 | CD单曲               |

## 外部連結
- Lady Gaga's 'Born This Way' Video: Pop-Culture Cheat Sheet（页面存档备份，存于）MTV